# Авока (река, Ирландия)
Авока (англ. Avoca, ирл. Abhainn Abhóca) — река в Ирландии в графстве Уиклоу. Длина реки составляет — 48,2803 км. Площадь водосборного бассейна — 650 км²..
Образуется при слиянии двух рек — Авонмор и Авонбег — и протекает по графству Уиклоу, не выходя за его пределы до впадения в Ирландское море. В долине реки находится крупный медный рудник и перерабатывающее предприятие, закрытые в 2002 году по причине сильного загрязнения реки.
В 2016 году Авока вошла в список шести рек, которые, по данным Агентства по охране окружающей среды (АООС), стали самыми загрязнёнными реками в Ирландии.
Учеными ведутся исследования и социально-технические изыскания для вариантов восстановления дренажа русла реки и улучшения экологических условий.
Река привлекает многочисленных туристов, так как в её водах достаточно рыбы, но её ловля ограничена строгими правилами.

## Галерея

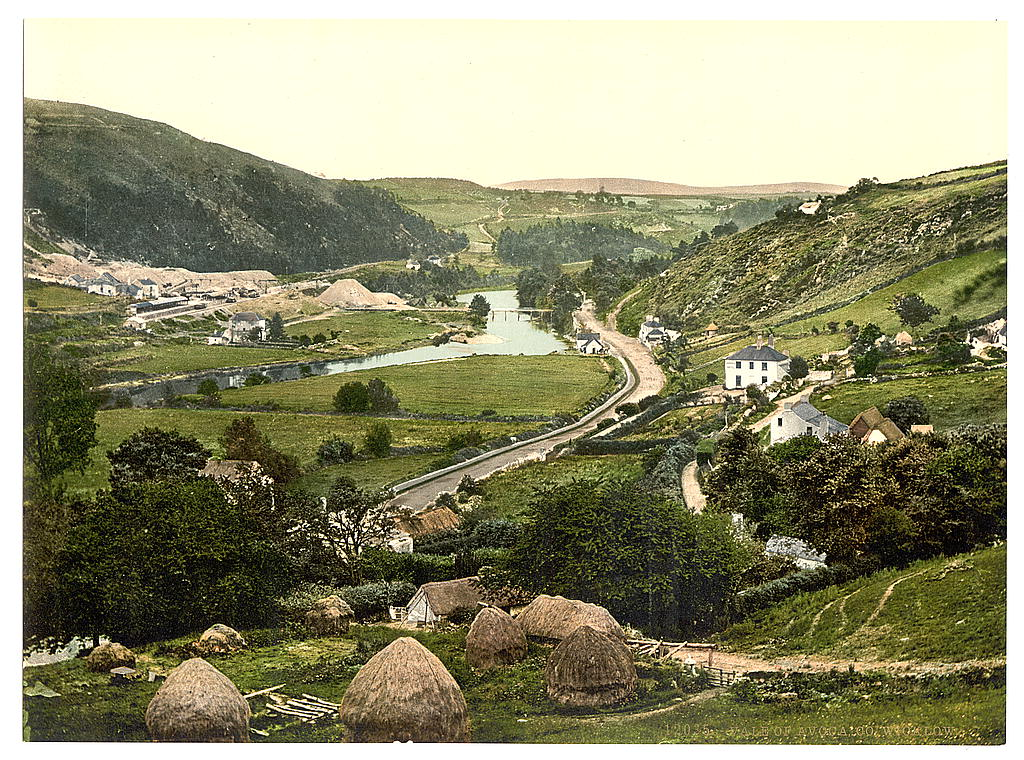
Авока, графство Уиклоу.
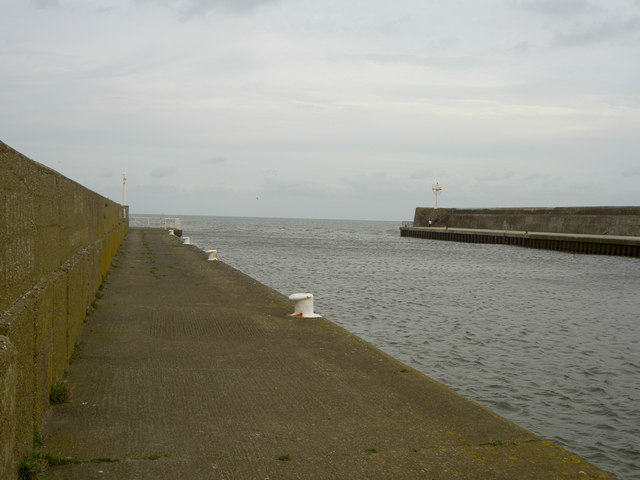
Устье реки Авока.
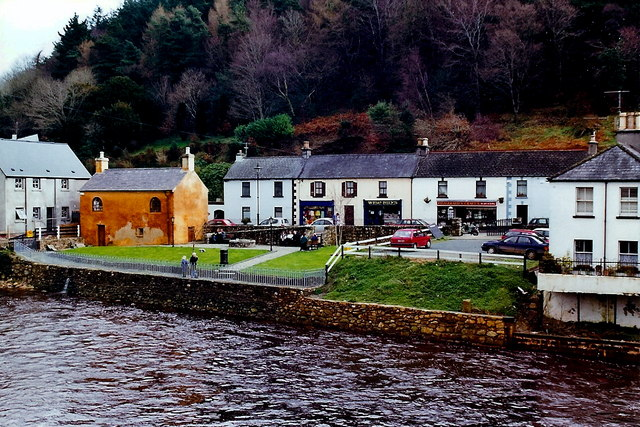
Река Авока, Арклоу.
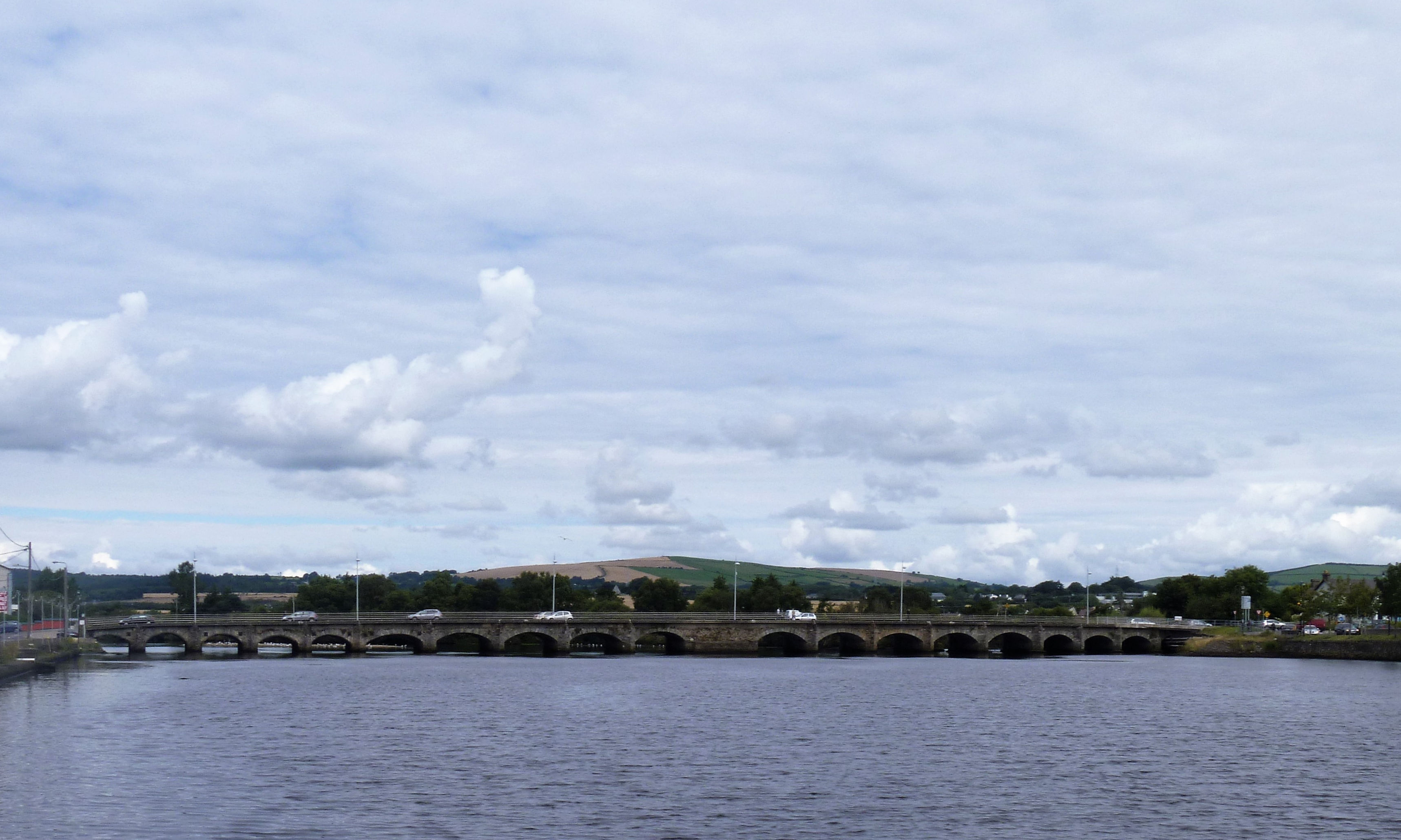
Мост Девятнадцать арок возле Арклоу.
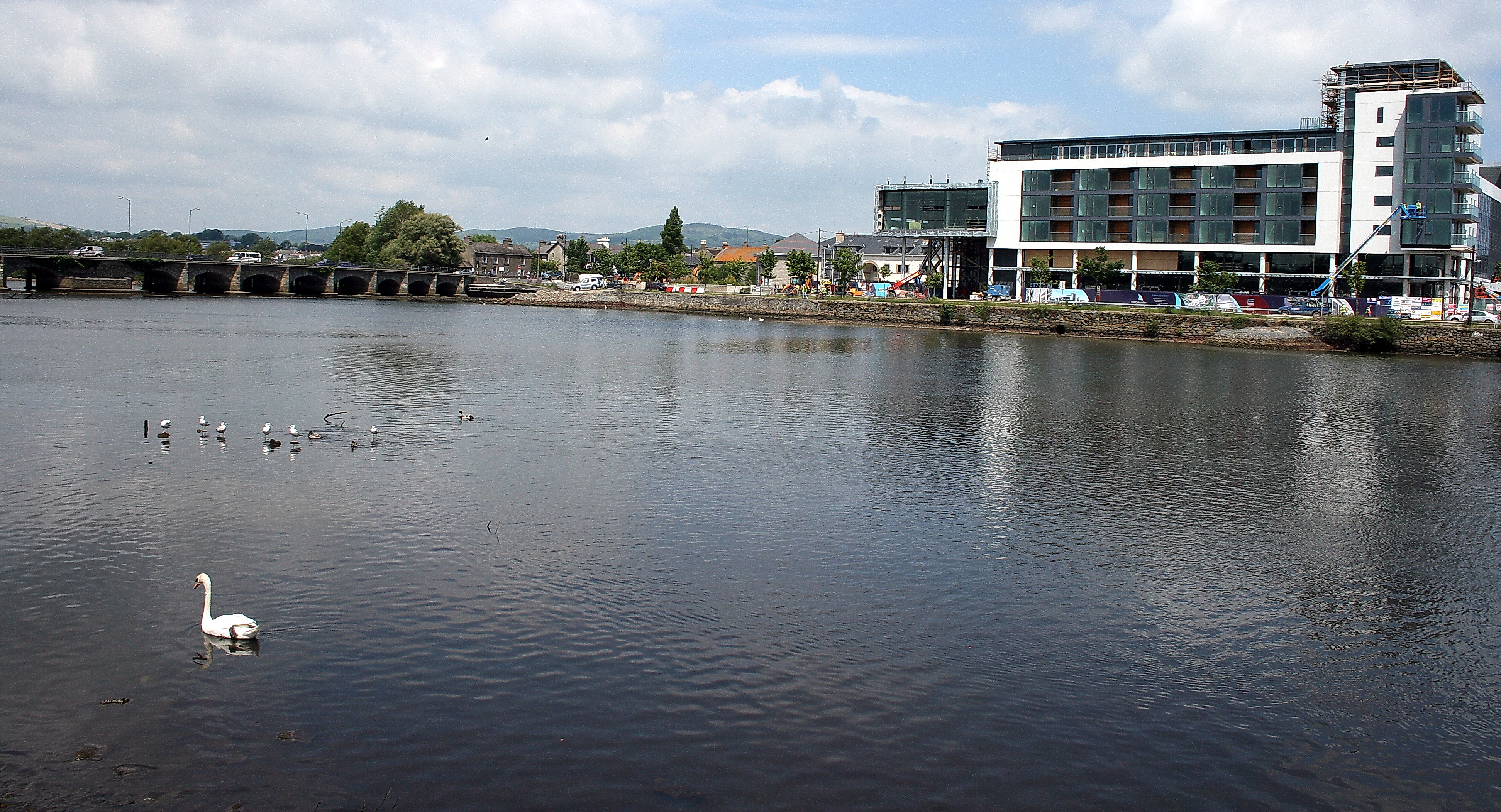
Авока, графство Уиклоу, Ирландия.